# Келли, Джошуа
Джошуа Тайлер Келли (англ. Joshua Tyler Kelley; 20 ноября 1997, Инглвуд, Калифорния) — американский футболист, раннинбек клуба НФЛ «Лос-Анджелес Чарджерс». На студенческом уровне выступал за команды Калифорнийских университетов в Дейвисе и Лос-Анджелесе. На драфте НФЛ 2020 года был выбран в четвёртом раунде.

## Биография
Джошуа Келли родился 20 ноября 1997 года в Инглвуде в Калифорнии. Детство он провёл в Ланкастере, там же окончил старшую школу Истсайд. За два последних сезона в составе её футбольной команды Келли набрал 1 903 выносных ярда и занёс 22 тачдауна. В выпускной год он был её капитаном. Всего за школьную карьеру он суммарно набрал более 3 400 ярдов, из которых более 1 000 пришлось на возвраты пантов и начальных ударов. Помимо футбола, Келли выступал в составе команды школы в эстафете 4×100 метров.

### Любительская карьера
В 2015 году Келли поступил в Калифорнийский университет в Дейвисе, футбольная команда которого играла в поддивизионе FCS I дивизиона NCAA. Там он провёл два сезона, сыграв в 21 матче и набрав 1 139 ярдов с семью тачдаунами. В 2017 году Келли перевёлся в Калифорнийский университет в Лос-Анджелесе. Сезон он пропустил полностью по правилам NCAA.
Сезон 2018 года он провёл в статусе одного из основных игроков команды. Келли сыграл в одиннадцати матчах, набрав 1 243 ярда. В шести играх он набирал не менее ста ярдов, в восьми подряд — заносил как минимум один тачдаун. По среднему количеству выносных ярдов за матч он занял восьмое место в NCAA. По итогам года Келли стал обладателем командного приза самому ценному игроку.
В 2019 году он сыграл в стартовом составе в одиннадцати матчах, набрав 1 060 ярдов. Келли стал восьмым раннинбеком в истории университета, сумевшим набрать не менее 1 000 ярдов в двух сезонах подряд. По итогам года агентство Associated Press включило его в состав сборной звёзд конференции Pac-12. Также Келли вошёл в число полуфиналистов Трофея Берлсуорта, вручаемого лучшему игроку студенческого футбола, начинавшему карьеру без спортивной стипендии.

#### Статистика выступлений в NCAA
| Сезон | Команда        | Игры | Приём | Приём | Приём | Приём | Вынос | Вынос | Вынос | Вынос |
| Сезон | Команда        | Игры | Rec   | Yds   | Y/A   | TD    | Att   | Yds   | Y/A   | TD    |
| ----- | -------------- | ---- | ----- | ----- | ----- | ----- | ----- | ----- | ----- | ----- |
| 2015  | УК Дэвис Эггис | 10   | 1     | 10    | 10,0  | 0     | 106   | 530   | 5,0   | 3     |
| 2016  | УК Дэвис Эггис | 11   | 3     | 11    | 3,7   | 0     | 87    | 609   | 7,0   | 4     |
| 2017  | УКЛА Брюинз    | —    | —     | —     | —     | —     | —     | —     | —     | —     |
| 2018  | УКЛА Брюинз    | 11   | 27    | 193   | 7,1   | 0     | 225   | 1 243 | 5,5   | 12    |
| 2019  | УКЛА Брюинз    | 11   | 11    | 71    | 6,5   | 1     | 226   | 1 060 | 4,6   | 12    |
| Всего | Всего          | 43   | 42    | 285   | 6,8   | 1     | 644   | 3 442 | 5,3   | 31    |

### Профессиональная карьера
Перед драфтом НФЛ 2020 года аналитик сайта Bleacher Report Мэтт Миллер сильными сторонами Келли называл его стартовую и дистанционную скорость, устойчивость при контакте с защитником, навыки видения поля, небольшое количество ошибок при работе с мячом. Среди недостатков назывались недостаток изобретательности на поле, не всегда верную оценку игровой ситуации, низкую подвижность и неэффективность в роли блокирующего.
На драфте Келли был выбран «Лос-Анджелес Чарджерс» в четвёртом раунде под общим 112 номером. В июле он подписал с клубом четырёхлетний контракт на общую сумму 4 млн долларов. Он хорошо начал свой дебютный сезон в НФЛ, но ближе к концу регулярного чемпионата осел в запасе, проиграв конкуренцию Джастину Джексону и Кейлену Беллиджу. В четырнадцати играх Келли набрал 354 выносных ярда и сделал два тачдауна.

#### Статистика выступлений в НФЛ

##### Регулярный чемпионат
| Сезон | Команда               | Игры | Приём | Приём | Приём | Приём | Вынос | Вынос | Вынос | Вынос |
| Сезон | Команда               | Игры | Rec   | Yds   | Y/A   | TD    | Att   | Yds   | Y/A   | TD    |
| ----- | --------------------- | ---- | ----- | ----- | ----- | ----- | ----- | ----- | ----- | ----- |
| 2020  | Лос-Анджелес Чарджерс | 14   | 23    | 148   | 6,4   | 0     | 111   | 354   | 3,2   | 2     |
| 2021  | Лос-Анджелес Чарджерс | 7    | 4     | 24    | 6,0   | 0     | 21    | 74    | 3,5   | 0     |
| Всего | Всего                 | 21   | 27    | 172   | 6,4   | 0     | 132   | 428   | 3,2   | 2     |

* На 16 декабря 2021